# Бапторніс
Бапторніс (Baptornis advenus) — вид викопних птахів, що складає монотипічну родину Baptornithidae ряду Гесперорнісоподібні (Hesperornithiformes). Мешкав близько 80 млн років тому у крейдяному періоді. Скам'янілості Baptornis advenus були виявлені в Канзасі, територія якого свого часу була в основному покрита мілким внутрішнім шельфовим море. Відомі також знахідки на території Швеції.

## Опис
Бапторніс сягав 1 м (3 футів 4 дюйми) в довжину. Він втратив здатність літати, володів лише рудиментарними крилами. Його ноги були потужними з довгими пальцями, які були малорухливими, дозволяючи тварині плавати та пірнати на великій швидкості. Його стопи, в цілому, було досить схожі на стопи гагари, яку він також нагадував у загальному виді. Таким чином, пальці Baptornis, ймовірно, були перетинчасті, як у гагар або качок, а не лопатеві, як у пірникози і гесперорніса.
Як і інші гесперорнісові, бапторніс, ймовірно, мав зуби у своєму дзьобі, що дозволяло йому захоплювати рибу та іншу слизьку здобич. Череп досі невідомий, але деякі зуби правильного розміру і форми були знайдені в тих же породах, що і кістки Baptornis. Його шия була незвично довгою.
Пігостиль був довгий, високий і вузький. Хвіст тому, ймовірно, був збоку стиснутий і слугував кермом; аналогічна адаптація хоча і меншою мірою є у гагар сьогодні.
Як і в його родичів, кістки Baptornis були щільними, так само як у ссавців. Це допомагало тварині пірнати за рахунок зниження його плавучість.